# Olympische Sommerspiele 1928/Teilnehmer (Neuseeland)
| Gelbes Symbol für Goldmedaillen mit stilisierten Olympischen Ringen | Graues Symbol für Silbermedaillen mit stilisierten Olympischen Ringen | Braundes Symbol für Bronzemedaillen mit stilisierten Olympischen Ringen |
| ------------------------------------------------------------------- | --------------------------------------------------------------------- | ----------------------------------------------------------------------- |
| 1                                                                   | —                                                                     | —                                                                       |

Neuseeland nahm an den Olympischen Sommerspielen 1928 in Amsterdam, Niederlande, mit einer Delegation von zehn Sportlern (sieben Männer und drei Frauen) teil.

## Medaillengewinner

### Gold
| Name       | Sportart | Wettkampf     |
| ---------- | -------- | ------------- |
| Ted Morgan | Boxen    | Weltergewicht |

## Teilnehmer nach Sportarten

### Boxen
- Ted Morgan
Weltergewicht: Gold

- Alf Cleverley
Halbschwergewicht: 9. Platz

### Leichtathletik
- Arthur Porritt
100 Meter
200 Meter

- Wilfred Kalaugher
100 Meter: Vorläufe
Dreisprung: 23. Platz in der Qualifikation

- Stanley "Stan" Lay
Speerwurf: 7. Platz in der Qualifikation

- Norma Wilson, später auch Norma Marsh
Frauen, 100 Meter: Halbfinale

### Schwimmen
- David Lindsay
400 Meter Freistil: Vorläufe
1500 Meter Freistil: Vorläufe

- Len Moorhouse
100 Meter Rücken: Vorläufe

- Ena Stockley
Frauen, 100 Meter Freistil: Halbfinale
Frauen, 100 Meter Bust: 7. Platz

- Kathleen Miller
Frauen, 100 Meter Freistil: Halbfinale
Frauen, 400 Meter Freistil: Halbfinale